# Kleinere Zwergspitzmaus
Die Kleinere Zwergspitzmaus (Suncus infinitesimus) ist eine Art in der Gattung der Dickschwanzspitzmäuse.

## Merkmale
Wie der deutsche Name andeutet, ist die Art mit einer Kopf-Rumpf-Länge von 42 bis 62 mm, einer Schwanzlänge von 23 bis 31 mm und einem Gewicht von etwa 3 g eine sehr kleine Spitzmaus. Sie hat 7 bis 9 mm lange Hinterfüße und 3 bis 7 mm lange Ohren. Wie bei anderen Gattungsmitgliedern ist der Kopf durch eine langgestreckte Schnauze, kleine Augen und abgerundete Ohren gekennzeichnet. Die Haare der Oberseite sind nahe der Wurzel dunkelgrau, im mittleren Bereich weiß sowie an den Spitzen braun, was ein graubraunes Aussehen erzeugt. Auf der Unterseite sind die Haarspitzen ebenfalls weiß, so dass das Fell hellgrau erscheint. Der Übergang zwischen diesen Farbbereichen erfolgt schrittweise. Der braune Schwanz ist unterseits heller. Weibchen besitzen drei paar Zitzen in der Leistengegend.

## Verbreitung

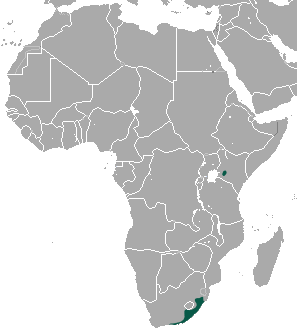
Verbreitungsgebiet der Kleineren Zwergspitzmaus (nur größere Populationen)

Größere Populationen konnten im Süden Südafrikas sowie im Westen Kenias nachgewiesen werden. Einzelne Funde stammen aus Eswatini, Kamerun und der Zentralafrikanischen Republik. Die Kleinere Zwergspitzmaus lebt in trockenen und feuchten Wäldern, auf Grasflächen und Gebüschflächen. Sie besucht weiterhin Mais- und Getreidefelder. Das Verbreitungsgebiet in Kenia liegt auf 1700 bis 2100 Meter Höhe.

## Lebensweise
In Südafrika besucht diese Spitzmaus vorwiegend Termitenhügel von Arten der Gattung Trinervitermes. Innerhalb des Termitenbaus legt die Art ihr eigenes kugelförmiges Nest an. Allgemein ist so eine gleichbleibende Temperatur im Lebensraum garantiert. Vermutlich fällt die Art wie nahe verwandte Spitzmäuse zeitweise in einen lethargischen Zustand (Torpor). Zur Nahrung zählen Käfer und wahrscheinlich andere Insekten. Die Exemplare leben außerhalb der Paarungszeit allein. Nach den wenigen vorhandenen Studien erfolgt die Fortpflanzung während der Regenzeit. Es werden zwei oder drei Nachkommen pro Wurf angenommen. Die Kleinere Zwergspitzmaus wird von Eulen und möglicherweise von Katzen und Hunden gejagt.

## Bedrohung
Für den Bestand sind keine Bedrohungen bekannt. Da die Art sehr klein ist, wird sie bei Studien selten registriert, was die Ermittlung der Populationsgröße erschwert. Die Kleinere Zwergspitzmaus wird von der IUCN als nicht gefährdet (Least Concern) gelistet.